# Baba Kochō

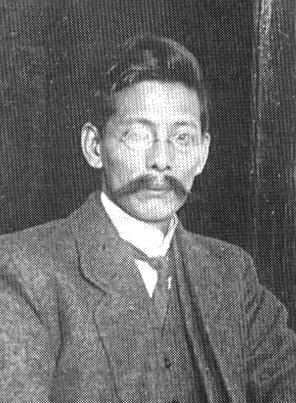
Baba Kochō

Baba Kochō (japanisch 馬場 孤蝶, eigentlich Baba Katsuya; geboren 10. Dezember 1869 in Kōchi (Provinz Tosa); gestorben 22. Juni 1940 in Tokio) war ein japanischer Essayist und Übersetzer.

## Leben und Wirken
Baba Kochō studierte an der Meiji-Gakuin-Universität und lernte dort Shimazaki Tōson, Togawa Shūkotsu, Hirata Tokuboku und andere Schriftsteller kennen. So wurde er ein Mitglied der Gruppe und Schreiber für das Magazin „Bungaku-kai“ (文学界). 1906 wurde er Professor an der Keiō-Universität. Bei den 12. Reichstagswahlen im Jahr 1915 kandidierte er mit der Unterstützung von Natsume Sōseki, Ikuta Chōkō, Morita Sōhei, Hiratsuka Raichō, Sakai Toshihiko und anderen für das Repräsentantenhaus, wurde jedoch nicht gewählt.
Baba veröffentlichte Gedichte, Romane, Kritiken usw., aber seine Leistung liegt vor allem in der Übersetzung und Einführung von Maupassant, Balzac, Gorki, Tolstoi, dessen „Krieg und Frieden“ er übersetzte, Tschechow und anderen. Er kam mit dem "modernen Denken" von Ōsugi Sakae und anderen in Berührung und hat so die sozialistische Bewegung der Taishō-Zeit beeinflusst.
Zu Babas Schriften gehören „Meiji bundan kaiko“ (明治文壇回顧) – „Literarische Bühne der Meiji-Zeit, eine Retrospektive“ 1936, und „Meiji bundan no hitobito“ (明治文壇の人々) – „Literarische Bühne der Meiji-Zeit, die Personen“ 1942.